# Josef Kitzmüller
Josef Kitzmüller   (Viena, 21 de juny de 1912 - 14 de maig de 1979) fou un futbolista austríac que va competir durant la dècada de 1930. Jugava de davanter.
El 1936 va prendre part en els Jocs Olímpics d'Estiu de Berlín, on guanyà la medalla de plata en la competició de futbol. A nivell de clubs jugà al SK Admira Linz de la lliga regional d'Alta Àustria.